# Стагира (дем Аристотел)
 Тази статия е за селото в Гърция.  За античния град в Гърция вижте Стагира.  
Ста̀гира (на гръцки: Στάγιρα или Στάγειρα, до 1924 година Καζαντζή Μαχαλά, Казандзи махала) е село в Гърция, част от дем Аристотел, област Централна Македония, с 372 жители.

## География
Стагира е село в историко-географската област Мадемохория (Мадемските села). Разположено е в южните поли на планината Пиявица (на гръцки Стратонико Орос), на 73 километра източно от град Солун.

## История

### В Османската империя
Тук е бил византийският и по-късно османски укрепен комплекс Сидерокапса, известен и като Изворска крепост (Κάστρο Ισβόρου). От византийското и османско селище Сидирокавса са запазени специфичната единична Сидирокапсенска кула на хълм северозападно от Казанджи махала, конакът и Мадемаговата кула срещу Аристотеловата горичка. Смята се, че тази група сгради е построена по време на първия османски разцвет на селището, тоест през XV или в самото начало на XVI век. Освен кулите са запазени хамам от източната страна на хълма, втори хамам северно от селото и основи на минаре. Има и разпръснати стени, както на хълма Агиос Димитриос, така и на планинския склон. В миналото между къщите на селото ясно личали останките и на други кули.
Църквата „Рождество Богородично“ в Казанджи махала е построена в 1814 година. Александър Синве („Les Grecs de l’Empire Ottoman. Etude Statistique et Ethnographique“) в 1878 година пише, че в Махала (Mahalla), Йерисовска епархия, живеят 240 гърци.
Църквата в горната част на селото „Рождество Богородично“ (Панагуда) е построена в 1903 година на ръба на една скала и носи името Спилиотиса (Σπηλιώτισσα).

### В Гърция
В 1912 година, по време на Балканската война, в Казанджи махала влизат гръцки части и след Междусъюзническата война в 1913 година остава в Гърция. В 1924 година селото е прекръстено на Стагира на името на античния град, който е разположен на десетина километра на север.
| Име           | Име           | Ново име   | Ново име    | Описание                                                                     |
| ------------- | ------------- | ---------- | ----------- | ---------------------------------------------------------------------------- |
| Хумисти       | Χούμιστη      | Митеро     | Μυτερό      | възвишение на ЮЗ от Стагира                                                  |
| Доруди        | Ρογκούδι      | Ститос     | Στήθος      | възвишение на ЮЗ от Стагира                                                  |
| Бахцинас      | Μπαχτσίνας    | Стенопория | Στενοποριά  | река в Пиявица на С от Стагира                                               |
| Баши          | Μπασί         | Скепасто   | Σκεπαστό    | местност в Пиявица на СИ от Стагира, на пътя Неохори (Ново село) - Олимпиада |
| Каравдолакос  | Καραβδόλακκος | Агриогурно | Άγριόγουρνο | река в Пиявица на С от Стагира                                               |
| Ярени         | Γιαρένι       | Литос      | Λίθος       | възвишение в Пиявица на С от Стагира (233 m)                                 |
| Тараза Мандри | Ταραζα Μανδρί | Мандра     | Μάντρα      | местност на Ю от Стагира                                                     |

## Личности
Родени в Стагира
- Сава Констамонитски (? - 1821), новомъченик